# Finale della UEFA Champions League 2000-2001
La finale della 46ª edizione di UEFA Champions League è stata disputata il 23 maggio 2001 allo Stadio Giuseppe Meazza di Milano tra Bayern Monaco e Valencia. All'incontro hanno assistito circa 79 000 spettatori. La partita, arbitrata dall'olandese Dick Jol, ha visto la vittoria per 5-4 ai tiri di rigore del club bavarese, dopo che i tempi regolamentari si sono conclusi 1-1.

## Le squadre
| Squadre       | Partecipazioni precedenti (il grassetto indica la vittoria) |
| ------------- | ----------------------------------------------------------- |
| Bayern Monaco | 6 (1974, 1975, 1976, 1982, 1987, 1999)                      |
| Valencia      | 1 (2000)                                                    |

## Il cammino verso la finale
Il Bayern Monaco di Ottmar Hitzfeld è inserito nel gruppo F insieme ai francesi del Paris Saint-Germain, ai norvegesi del Rosenborg e agli svedesi dell'Helsingborg, superando il turno come primo classificato, totalizzando 11 punti. Nella seconda fase a gironi i bavaresi vengono inseriti nel gruppo C insieme agli inglesi dell'Arsenal, ai francesi dell'Olympique Lione e ai russi dello Spartak Mosca, superando anche questo turno come primo classificato, totalizzando 13 punti. Ai quarti di finale vengono sorteggiati gli inglesi del Manchester Utd, battuti sia all'Old Trafford che all'Olympiastadion, vendicando così la sconfitta subita due anni prima. Stessa sorte in semifinale per il Real Madrid, che viene sconfitto sia a Madrid che a Monaco di Baviera.
Il Valencia di Héctor Cúper è inserito nel gruppo C insieme ai francesi dell'Olympique Lione, ai greci dell'Olympiacos e agli olandesi dell'Heerenveen, superando il turno come primo classificato, totalizzando 13 punti. Nella seconda fase a gironi gli spagnoli vengono inseriti nel gruppo A insieme agli inglesi del Manchester Utd, agli austriaci dello Sturm Graz e ai greci del Panathīnaïkos, superando anche questo turno come primo classificato a pari punti con i Red Devils, totalizzando 12 punti. Ai quarti di finale vengono sorteggiati gli inglesi dell'Arsenal, superati solo grazie alla regola dei gol fuori casa in virtù della sconfitta per 2-1 ad Highbury e della vittoria per 1-0 al Mestalla. In semifinale c'è una nuova sfida anglo-ispanica, con il Leeds Utd che riesce a chiudere l'andata a reti inviolate, ma poi capitola 3-0 a Valencia.

## La partita
A Milano va in scena una finale inedita tra il Bayern Monaco, già vincitore di tre Coppe dei Campioni consecutive e reduce da tre finali perse, e il Valencia vicecampione uscente. A caratterizzare la gara è l'arbitraggio di Jol che già al secondo minuto di gioco concede un calcio di rigore dubbio al Valencia, trasformato da Gaizka Mendieta. Quattro minuti più tardi l'arbitro olandese indica ancora il dischetto, stavolta nell'area dei Taronges. Mehmet Scholl si incarica della battuta, ma calciando basso e centrale permette la parata a Santiago Cañizares che mantiene sull'1-0 il risultato fino al 45'.
Nella seconda frazione il Valencia attende e il Bayern attacca, ma quando nel Valencia entra David Albelda per rinforzare la fase di contenimento, l'arbitro Jol assegna nuovamente un rigore a favore dei tedeschi stavolta realizzato da Stefan Effenberg. La gara resta in parità fino al 90' senza particolari sussulti. Anche i tempi supplementari si concludono in maniera piuttosto noiosa, col solo Bayern intento a spingere. Nella lotteria dei rigori sale in cattedra Oliver Kahn, che neutralizza ben tre tiri dal dischetto (decisivo l'errore di Mauricio Pellegrino) e regala la quarta Champions League ai propri tifosi dopo 25 anni di attesa. Per il Valencia si tratta invece della seconda finale persa consecutiva.

## Tabellino
| Arbitro: | Dick Jol |

|                                                                      |                      |                                                                |
| Effenberg 50’ (rig.)                                                 | Marcatori            | 3’ (rig.) Mendieta                                             |
| Paulo Sérgio Salihamidžić Zickler Andersson Effenberg Lizarazu Linke | Tiri di rigore 5 – 4 | Mendieta Carew Zahovič Carboni Baraja Kily González Pellegrino |

| Bayern Monaco | Valencia |

| Bayern Monaco   |    |                    |     |      |
|                 |    |                    |     |      |
| P               | 1  | Oliver Kahn        |     |      |
| D               | 2  | Willy Sagnol       |     | 46’  |
| D               | 4  | Samuel Kuffour     |     |      |
| D               | 5  | Patrik Andersson   | 38’ |      |
| D               | 25 | Thomas Linke       |     |      |
| D               | 3  | Bixente Lizarazu   |     |      |
| C               | 7  | Mehmet Scholl      |     | 108’ |
| C               | 23 | Owen Hargreaves    |     |      |
| C               | 11 | Stefan Effenberg   |     |      |
| C               | 20 | Hasan Salihamidžić |     |      |
| A               | 9  | Giovane Élber      |     | 100’ |
| Sostituzioni:   |    |                    |     |      |
| A               | 13 | Paulo Sérgio       |     | 108’ |
| A               | 19 | Carsten Jancker    |     | 46’  |
| A               | 21 | Alexander Zickler  |     | 100’ |
| Allenatore:     |    |                    |     |      |
| Ottmar Hitzfeld |    |                    |     |      |

| Valencia      |    |                     |      |     |
|               |    |                     |      |     |
| P             | 1  | Santiago Cañizares  | 120’ |     |
| D             | 20 | Jocelyn Angloma     |      |     |
| D             | 12 | Roberto Ayala       |      | 90’ |
| D             | 2  | Mauricio Pellegrino |      |     |
| D             | 15 | Amedeo Carboni      | 26’  |     |
| C             | 19 | Rubén Baraja        |      |     |
| C             | 6  | Gaizka Mendieta     |      |     |
| C             | 18 | Kily González       | 107’ |     |
| C             | 35 | Pablo Aimar         |      | 46’ |
| A             | 17 | Juan Sánchez        |      | 66’ |
| A             | 7  | John Carew          |      |     |
| Sostituzioni: |    |                     |      |     |
| D             | 5  | Miroslav Đukić      |      | 90’ |
| C             | 8  | Zlatko Zahovič      |      | 66’ |
| C             | 23 | David Albelda       |      | 46’ |
| Allenatore:   |    |                     |      |     |
| Héctor Cúper  |    |                     |      |     |